# João Casimiro Wilk
Dom João Casimiro Wilk, O.F.M.Conv. (Seroczyn, 18 de setembro de 1951) é um bispo católico polonês radicado no Brasil. Filho de José e Regina, nasceu em Seroczyn (província Siedlce) na Polônia aos 18 de setembro de 1951. Aos 14 de outubro de 1951 foi batizado na Paróquia da Exaltação da Santa Cruz, em Seroczyn, diocese de Siedlce. Foi também aqui que crescia e desenvolvia, no seio da família e da comunidade paroquial, a vida religiosa, por meio da catequese, recepção dos sacramentos da Reconciliação, da Eucaristia, da Confirmação e já iniciara o serviço ao altar como coroinha.
Em 3 de outubro de 1974 emitiu os votos perpétuos na Basílica de São Francisco em Assis, onde também foi ordenado sacerdote aos 24 de junho de 1976.
Foi ordenado sacerdote em 24 de junho de 1976. Nomeado bispo de Formosa em 1998.  
No dia 09 de junho de 2004 foi nomeado, pelo Papa João Paulo II, bispo diocesano da Diocese de Anápolis – GO, sendo o terceiro bispo da Diocese.
Em 14 de agosto de 2004, tomou posse canônica da Diocese de Anápolis, na presença do Ex.mo Núncio Apostólico no Brasil Dom Lourenço Baldisseri.
Foi bispo co-sagrante na ordenação de Dom  Janusz Marian Danecki OFMConv.
Dom João Wilk foi o principal Ordenante de Dom Dilmo Franco de Campos, bispo auxiliar da Diocese de Anápolis. A Ordenação aconteceu na Catedral de Formosa, no dia 25 de janeiro de 2020.